# Урдали
Урдали́ (рос. Урдалы, башк. Урҙалы) — присілок у складі Салаватського району Башкортостану, Росія. Входить до складу Янгантауської сільської ради.
Населення — 20 осіб (2010; 41 в 2002).
Національний склад:
- башкири — 49 %
- росіяни — 44 %